# Ribiers
Ribiers est une ancienne commune française située dans le département des Hautes-Alpes en région Provence-Alpes-Côte d'Azur, devenue, le 1er janvier 2016, une commune déléguée de la commune nouvelle de Val Buëch-Méouge.
Ses habitants sont appelés les Ribierois.

## Géographie

### Localisation
Le village est situé au sud du département des Hautes-Alpes dont il représente le point le moins élevé (quartier du Virail), entre de nombreux sommets (sommet de la Platte, roc de Gloritte et montagne de la Pierre impie).
Les principaux hameaux et lieux-dits sont : l'Adrech, la Flogère, Plaugiers, Franchironnette, les Chabanons, la Marmotte, les Autarets, Saint-Aubert et Les Eymarrons.
Ribiers jouxte sept communes, dont quatre dans le département limitrophe des Alpes-de-Haute-Provence :
| Saint-Pierre-Avez Antonaves                 |                                  | Mison (Alpes-de-Haute-Provence)    |
| Éourres                                     | Ribiers                          |                                    |
| Noyers-sur-Jabron (Alpes-de-Haute-Provence) | Bevons (Alpes-de-Haute-Provence) | Sisteron (Alpes-de-Haute-Provence) |

### Hydrographie
La commune est bordée par le Buëch.

### Transports
La commune est traversée par la route départementale 948 reliant Sisteron à Châteauneuf-de-Chabre et desservant les villages de la rive droite du Buëch. À l'est, la RD 522 franchit le Buëch en direction de Mison.
Elle bénéficie d'un accès autoroutier par l'autoroute A51, qui peut être empruntée à Sisteron (échangeur 23).

## Urbanisme

### Morphologie urbaine
La commune a élaboré un plan d'occupation des sols (POS) le 18 juin 1987, modifié à quatre reprises et révisé deux fois. Le conseil municipal a acté la transformation du POS en plan local d'urbanisme (PLU) en octobre 2010. La commune devrait atteindre d'ici quinze années après l'approbation du PLU les 1 100 habitants.
Ribiers dépend du bassin de vie de Sisteron.

### Risques naturels et technologiques
La commune de Ribiers est en zone de sismicité 3. La commune est exposée à trois autres risques naturels :
- feu de forêt,
- inondation,
- mouvement de terrain.

Elle est aussi exposée à des risques d’origine technologique : le risque industriel, le risque de rupture de barrage, et le transport de marchandises dangereuses.
Les pluies du printemps 2012 provoquent d’ailleurs des glissements de terrain, dans le ravin de Clarescombes, qui endommagent deux ponts, dont celui de Pérèze qui est abandonné pour être remplacé par un gué aménagé.

## Économie
Le village comporte quelques entreprises agricoles, une quinzaine d'agriculteurs recensés, une déchèterie, une importante entreprise de fabrication d'engrais organiques à partir d'une plateforme de compostage et une maison de retraite.

## Toponymie
Le nom de la localité est attesté sous la forme latine Riperii en 1241, Ribers en 1249, sous l'appellation Ripperii prope Sistaronum au XIVe siècle, Rivaria en 1322 dans les archives du monastère de Durbon, Riberii en 1414, Ribiés en 1516, Riperii supra Bochium en 1573.
Ce toponyme dérive de Ripæ ou Rivi, de l'adjectif masculin pluriel riparios (campos) ; « (champs) se trouvant sur la rive », signalant une plaine située le long d'un cours d'eau ou d'un rivage. Dérivant du latin Ripa, il a un sens identique à l'italien Riviéra désignant un lieu situé sur la rive, au bord de la rivière.
Ribièrs en occitan haut-alpin.  

## Histoire
L'histoire du village remonte à la période pré-médiévale durant laquelle il fut bâti. Lors des invasions sarrasines des années 900, les Sarrasins établirent une forteresse (aujourd'hui disparue) au pied de la montagne de la Pierre impie, près de Ribiers ; il s'ensuivit une bataille tournant au désavantage des envahisseurs menée selon la légende par saint Beuvon en 973. Dès les années 900, un château fut construit pour protéger le village, devenu important, des velléités du village de Mison (à portée de vue d'ailleurs). Le château s'agrandit lentement durant deux siècles avant d'être laissé à l'abandon. Dans les années 1000 eut lieu une bataille entre Ribiers et Le Poët pour une butte, et qui réunit tout au plus une dizaine de chevaliers et une cinquantaine de paysans à pied.
Au XIIe siècle, l’abbaye Saint-André de Villeneuve-lès-Avignon y possède l’église Sainte-Marie, au château de Creissint (près de Clarescombes, à 961 m d’altitude). Cette église et les revenus qui y étaient attachés sont ensuite cédés à l’ordre de Chalais (1193), puis aux hospitaliers de Saint-Jean de Jérusalem.
En 1516, les habitants de Noyers-sur-Jabron et de Ribiers s’opposent à propos du bornage de leurs terres : la dispute dégénère en combat sanglant, qui donne lieu à un procès de longue haleine.
Il paya un lourd tribut lors de la Première Guerre mondiale (plus de 40 soldats morts).
La commune de Ribiers a fusionné avec Antonaves et Châteauneuf-de-Chabre le 1er janvier 2016 pour former Val-Buëch-Méouge. Ribiers abrite le siège de la commune nouvelle.

### Héraldique
| Blason de Ribiers | Blason  | De contre-hermine au chef d'or, à la pointe de gueules brochant sur le tout. |
| Blason de Ribiers | Détails | Le statut officiel du blason reste à déterminer.                             |

## Politique et administration

### Administration municipale
Le conseil municipal a désigné quatre adjoints et dix conseillers municipaux.

### Liste des maires
| Période                                  | Période  | Identité       | Étiquette | Qualité  |
| ---------------------------------------- | -------- | -------------- | --------- | -------- |
| Les données manquantes sont à compléter. |          |                |           |          |
| 1983                                     | 2010     | Robert Veret   | SE        |          |
| 2010,                                    | En cours | Gérard Nicolas | DVD       | Retraité |

## Population et société

### Démographie
L'évolution du nombre d'habitants est connue à travers les recensements de la population effectués dans la commune depuis 1793. À partir du 1er janvier 2009, les populations légales des communes sont publiées annuellement dans le cadre d'un recensement qui repose désormais sur une collecte d'information annuelle, concernant successivement tous les territoires communaux au cours d'une période de cinq ans. 
Pour les communes de moins de 10 000 habitants, une enquête de recensement portant sur toute la population est réalisée tous les cinq ans, les populations légales des années intermédiaires étant quant à elles estimées par interpolation ou extrapolation. Pour la commune, le premier recensement exhaustif entrant dans le cadre du nouveau dispositif a été réalisé en 2008,.
En 2013, la commune comptait 811 habitants, en évolution de +4,38 % par rapport à 2008 (Hautes-Alpes : +2,98 %, France hors Mayotte : +2,49 %).
| 1793  | 1800  | 1806  | 1821  | 1831  | 1836  | 1841  | 1846  | 1851  |
| ----- | ----- | ----- | ----- | ----- | ----- | ----- | ----- | ----- |
| 1 367 | 1 361 | 1 411 | 1 383 | 1 415 | 1 448 | 1 397 | 1 455 | 1 386 |

| 1856  | 1861  | 1866  | 1872  | 1876  | 1881  | 1886  | 1891  | 1896 |
| ----- | ----- | ----- | ----- | ----- | ----- | ----- | ----- | ---- |
| 1 350 | 1 266 | 1 206 | 1 161 | 1 158 | 1 091 | 1 057 | 1 027 | 946  |

| 1901 | 1906 | 1911 | 1921 | 1926 | 1931 | 1936 | 1946 | 1954 |
| ---- | ---- | ---- | ---- | ---- | ---- | ---- | ---- | ---- |
| 891  | 865  | 844  | 717  | 660  | 597  | 569  | 549  | 530  |

| 1962 | 1968 | 1975 | 1982 | 1990 | 1999 | 2008 | 2013 | - |
| ---- | ---- | ---- | ---- | ---- | ---- | ---- | ---- | - |
| 485  | 481  | 533  | 592  | 637  | 677  | 777  | 811  | - |

### Enseignement
Ribiers dépend de l'académie d'Aix-Marseille. Elle gère une école primaire publique, où 67 élèves sont scolarisés.

## Culture locale et patrimoine

### Lieux et monuments

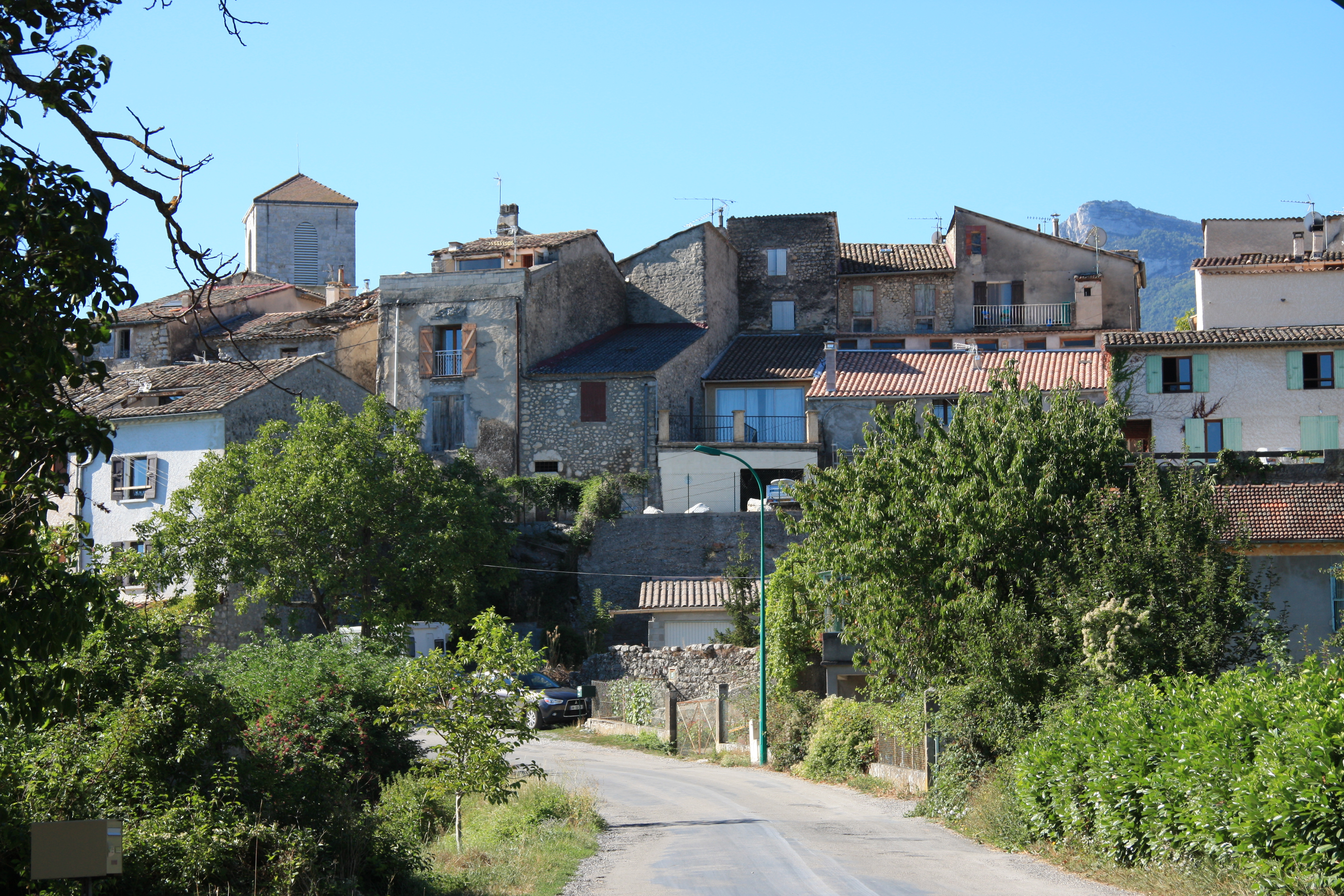
Vieux village

Les ruines du château Saint-Étienne, sous le rocher du Turc, consistent en quelques murs écroulés et deux ou trois tours partiellement restaurés.
Au centre du vieux village se trouve une vaste place, dégagée dans le tissu urbain du XVIe au XVIIIe siècle.
L'église Notre-Dame de Clairecombe, de l’ancienne abbaye chalaisienne de Clairecombe, construite à la fin du XIIe siècle, est actuellement en ruines. Elle avait un chevet plat et un transept (assez rare en Haute-Provence), trois chapelles.
L’église paroissiale est un ancien prieuré de l’ordre de Cluny, construite une première fois dans le troisième quart du XIIIe siècle (achevée avant 1279). Elle a conservé de sa construction en style roman son chœur et son portail. La nef de deux travées est voûtée sous croisée d'ogives. Les chapelles latérales peu profondes sont toutes construites sur le mur nord.
- L'écomusée du village, ayant pour thème la culture de la pomme.
- La place du village, très « vieille France » ; regroupant une fontaine et les terrasses de cafés.

### Personnalités liées à la commune
- Saint Beuvon
- Claude-Simon Amat (1761-1794), député des Hautes-Alpes à l'Assemblée Législative de 1791 à 1792, y est né et décédé.
- Jean Joseph Amat (1779-1848), député des Hautes-Alpes de 1827 à 1831.
- Aimé Blanc